# Jurassic Park: The Ride
Jurassic Park: The Ride is een rondvaartattractie en een shoot-the-chute in de attractieparken Universal Studios Hollywood, Islands of Adventure en Universal Studios Japan.

## Locaties
In Universal Studios Hollywood staat de attractie in het themagebied Lower Lot onder de naam: Jurassic World: The Ride. In Islands of Adventure opende de attractie, in het themagebied Jurassic Park, op 28 mei 1999. De attractie functioneert er onder de naam: Jurassic Park River Adventure. Twee jaar later, 31 maart 2001, opende de attractie in Universal Studios Japan.

## Historie
De eerste versie van de attractie opende 21 juni 1996 in Universal Studios Hollywood. Bij de opening waren Jeff Goldblum, Ariana Richards, Joseph Mazzello en Steven Spielberg. Zij maakte de eerste officiële rit in de attractie. Steven Spielberg had van tevoren echter aangegeven dat hij bovenaan de afdaling uit de boot wilde stappen.
In augustus van 1996 werd er ter promotie van de attractie een videospel gelanceerd.
In 2018 werd de attractie in Hollywood gesloten en omgebouwd naar de filmreeks van Jurassic World. Op 12 juli 2019 heropende de attractie onder de naam Jurassic World: The Ride. Het grote verschil met haar voorganger is de decoratie.

## Rit
Alvorens de rit begint krijgen bezoekers een gedecoreerde wachtrij te zien. Deze begint nadat bezoekers onder een boog doorlopen met daarop het logo van de Jurassic Park-films. Dit is de boog die in de Jurassic Park-films bezoekers toegang geeft tot het Jurassic Park, waardoor wordt gesuggereerd dat dit het echte Jurassic Park uit de films is. Vervolgens krijgen bezoekers via onder andere videoschermen informatie over de attractieveiligheid en dinosauriërs. Dit wordt verteld door Richard Attenborough.
Tijdens de tocht varen bezoekers in boten door een jungle-achtige omgeving. Langs het traject staan diverse objecten en animatronics van dinosauriërs opgesteld. Tegen het einde van de rit vaart de boot een gebouw in, waarna een lift de boot tot aan de bovenste verdieping voert. Boven in het gebouw komen bezoekers oog in oog te staan met een levensgrote dinosauriër, waarna de boot in een hoek van 51 graden met 80 km/u van de glijbaan afglijdt.
Tijdens de rit varen bezoekers langs de volgende dinosauriërs:
- Ultrasaurus, groter dan Brachiosaurus
- Psittacosaurus
- Stegosaurus
- Compsognathus
- Parasaurolophus
- Dilophosaurus
- Velociraptor
- Tyrannosaurus rex

## Afbeeldingen

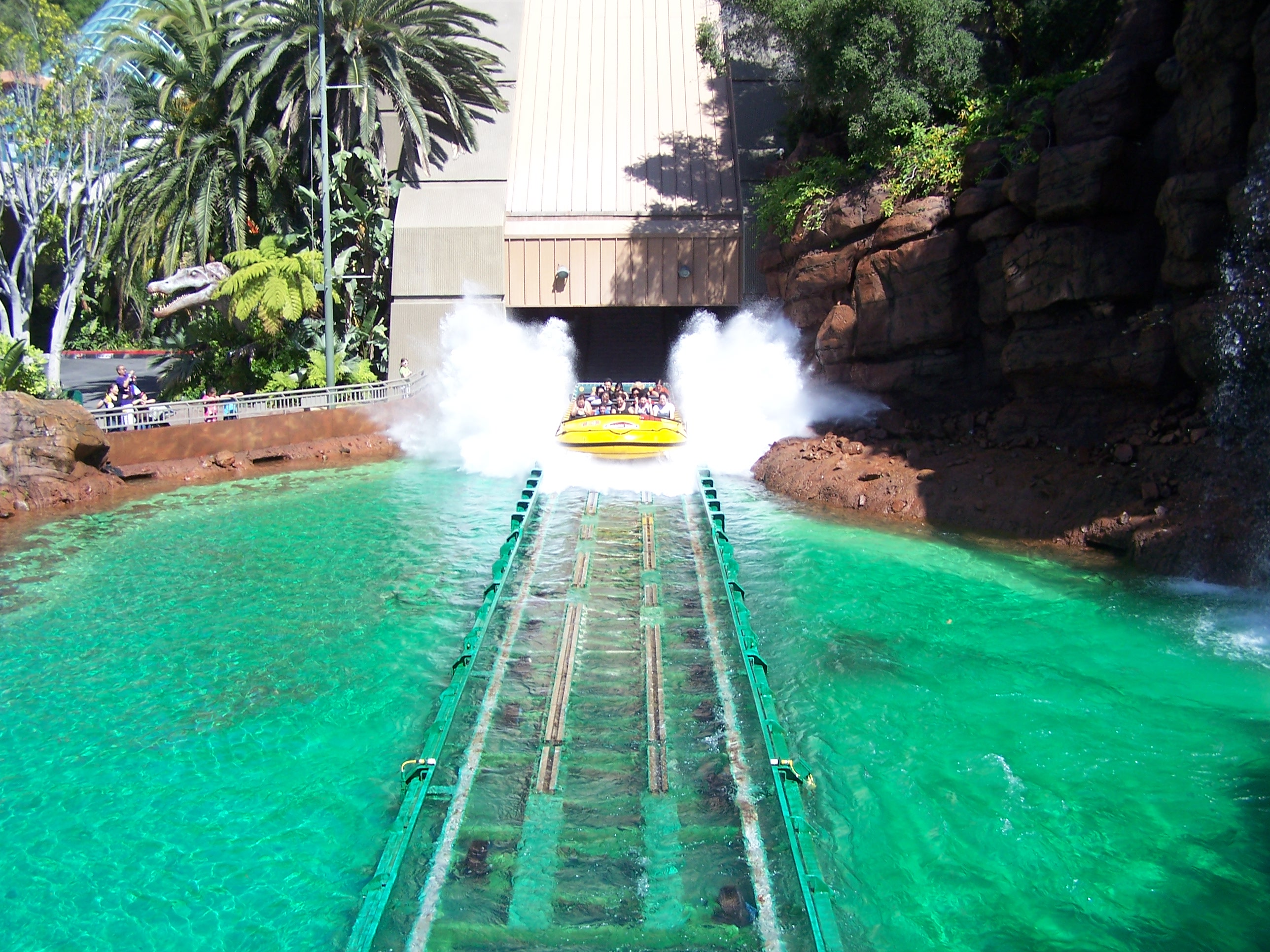
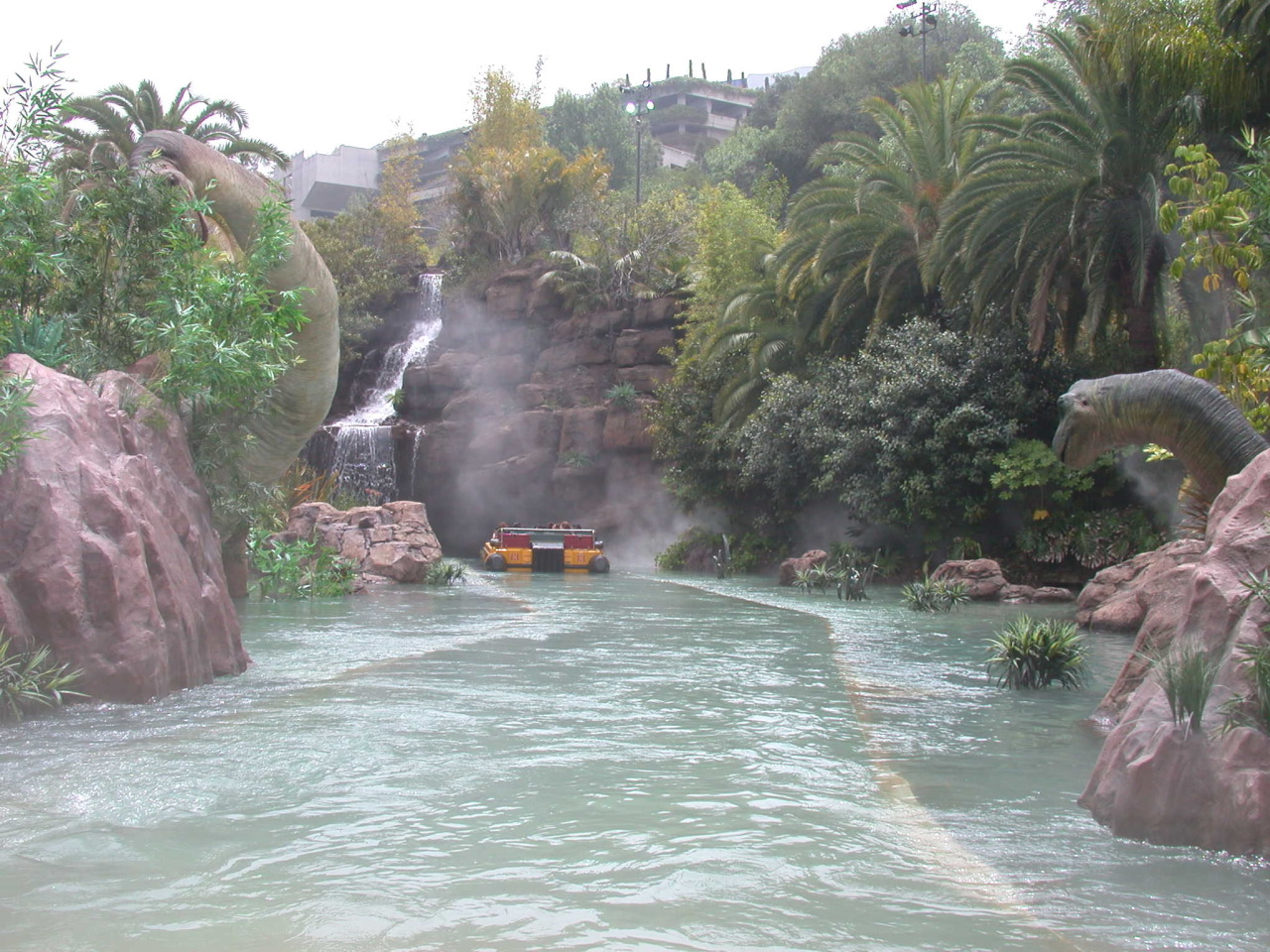
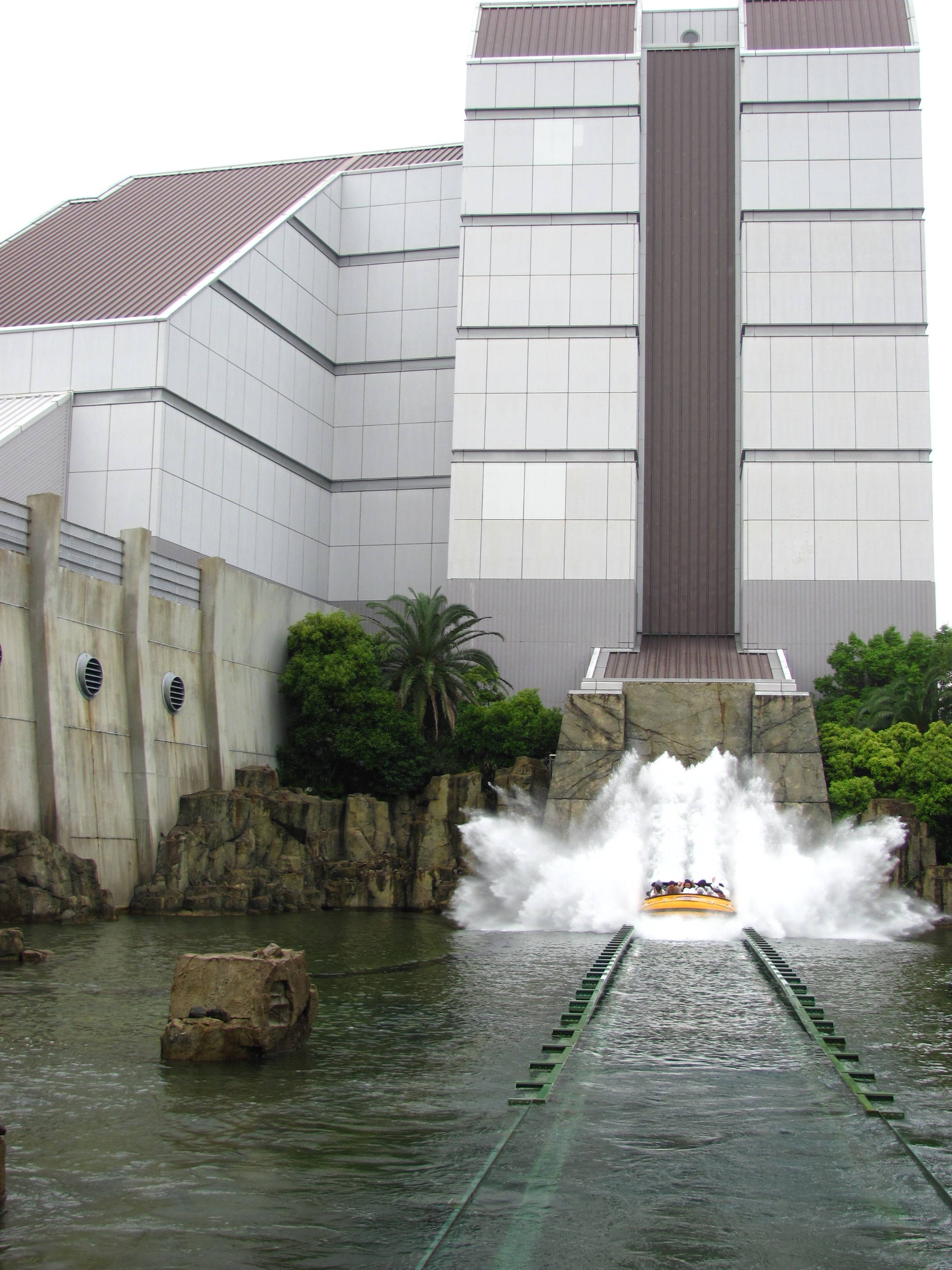
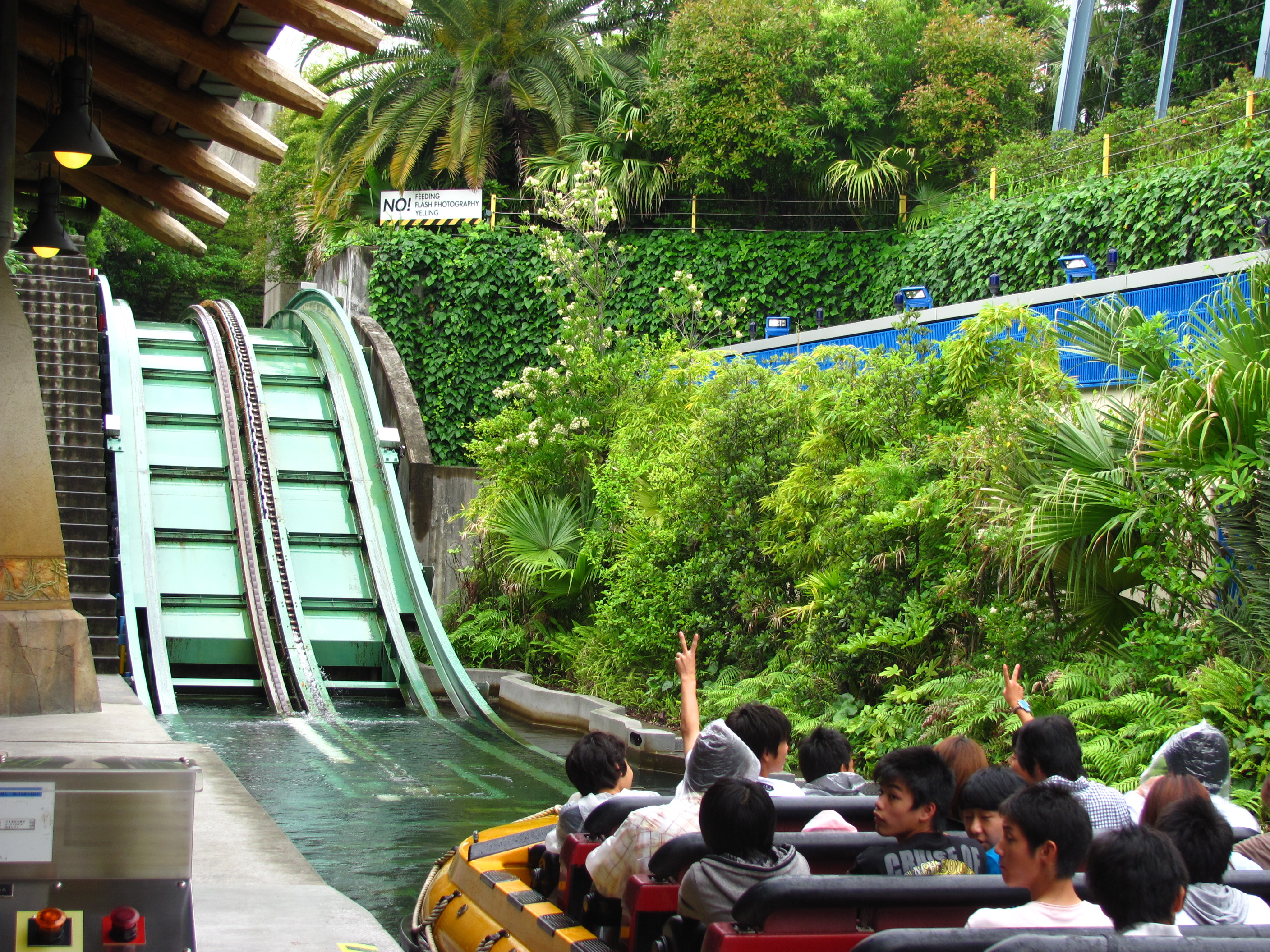
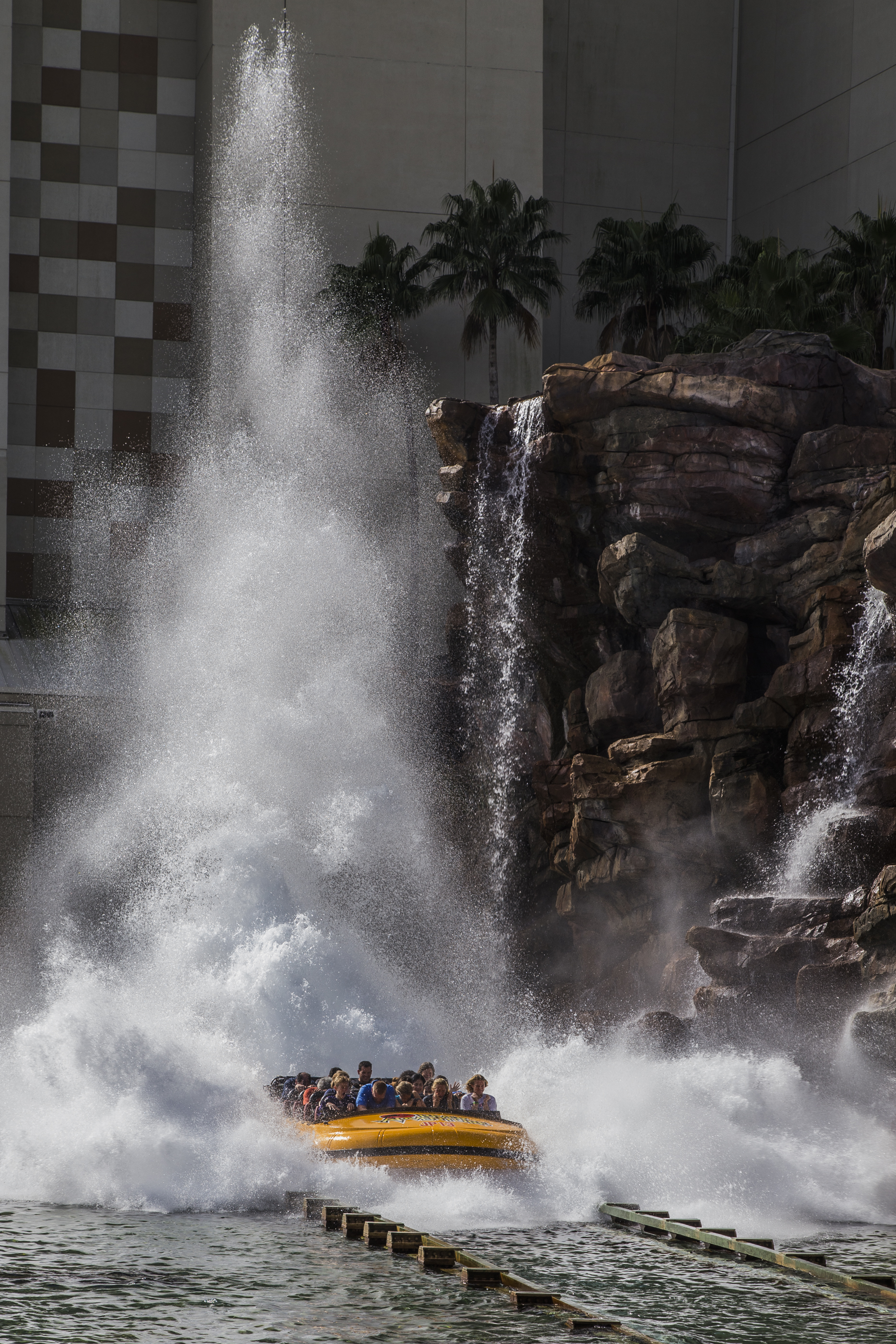
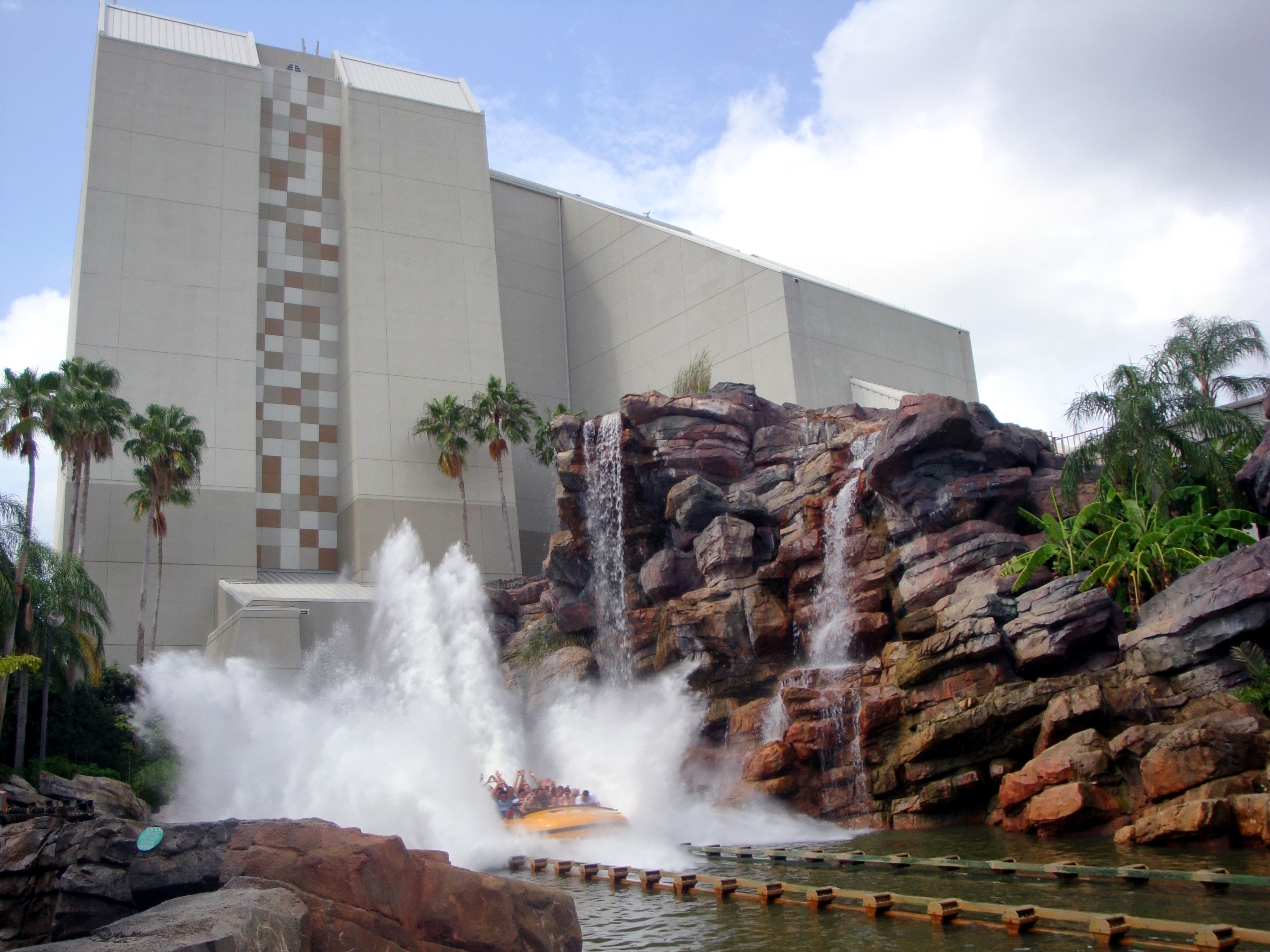